# Opecoelina pharynmagna
Opecoelina pharynmagna är en plattmaskart. Opecoelina pharynmagna ingår i släktet Opecoelina och familjen Opecoelidae. Inga underarter finns listade i Catalogue of Life.